# Wünschendorf/Elster
Wünschendorf/Elster là một đô thị ở huyện Greiz, ở bang Thüringen, Đức. Đô thị này có diện tích 19,45 km², dân số thời điểm ngày 31 tháng 12 năm 2006 là 3192 người.